# محمدکاظم کاظمی
محمّدکاظم کاظمی (زادهٔ ۱۳۴۶، هرات) شاعر و نویسندهٔ افغانستانی است. کاظمی عضو گروه علمی برون‌مرزی فرهنگستان زبان و ادب فارسی است. وی در سال ۱۳۹۵ به عنوان دبیر علمی یازدهمین جشنوارهٔ شعر فجر انتخاب شد. او برگزیدهٔ نخستین دورهٔ جشنواره بین‌المللی شعر فجر در بخش فارسی‌زبانان بود.

## زندگی
محمّدکاظم کاظمی در سال ۱۳۵۴ به کابل کوچ کرد و تا سال آخر دبیرستان در کابل درس خواند. در سال ۱۳۶۳ به ایران رفت و پس از پایان دورهٔ دبیرستان، کارشناسی خود را در رشتهٔ مهندسی عمران از دانشگاه فردوسی مشهد گرفت. از سال ۱۳۶۵ فعالیت‌های ادبی‌اش را آغاز کرد. در سال ۱۳۶۷ به عضویت گروه شعر حوزهٔ هنری مشهد درآمد و در سال ۱۳۶۹ به انجمن شاعران انقلاب اسلامی افغانستان پیوست؛ و آن را در تا دههٔ هفتاد ادامه داد. انتشار مثنوی بازگشت در فروردین ۱۳۷۰ مایهٔ شهرت او شد.
او افزون‌بر سرایش شعر، در زمینه‌های آموزش شعر، برگزاری محافل انجمن‌های ادبی مهاجران افغانستانی در ایران، انتشار نقدها و مقالاتی در مطبوعات، تألیف و ویرایش کتاب‌هایی در زمینهٔ زبان و ادبیات فارسی فعالیت کرده است. همکاری با هنر و ادبیات روزنامهٔ قدس و مسئولیت صفحهٔ ادب این روزنامه و عضویت در هیئت تحریر فصلنامه‌های «دُرّ دری» و «خط سوم» و عضویت در مؤسسهٔ فرهنگی دُرّ دری از دیگر فعالیت‌های او بوده است.
وی همچنین سابقهٔ مسئولیت دفتر هنر و ادبیات افغانستان (۱۳۶۹ تا ۱۳۷۵)، عضویت در هیئت تحریریهٔ نشریه‌های هری و نینوا، مسئولیت جلسهٔ نقد و پژوهش شعر حوزهٔ هنری خراسان رضوی و مسئولیت جلسهٔ شعر آفتابگردان‌ها در مشهد را در کارنامهٔ خود دارد. شعر مسافر او در کتاب ادبیات فارسی سال دوم دبیرستان در ایران به چاپ رسیده است.

## داوری
- مسابقه شعر سرزمین شعر